# Andries Hartsuiker
Andries Hartsuiker (Wilsum, 13 maart 1903 - Bilthoven, 2 januari 1993) was een Nederlands componist, muziekpedagoog en kunstschilder. Uit zijn huwelijk met Johanna Hendrika Braakman (1901 - 1985) kwamen drie zoons voort, van wie Ton Hartsuiker een bekend musicus, conservatoriumdirecteur en voorvechter van eigentijdse muziek werd.

## Biografie
Hartsuiker gaf les aan de muziekschool te Zwolle en volgde in 1946 Wolfgang Wijdeveld op als directeur. Onder zijn leiding werd de school omgezet in het Stedelijk Muzieklyceum Zwolle. In 1955 werd hij docent muziek aan de Werkplaats Kindergemeenschap (ook wel de 'Kees Boekeschool' genoemd) te Bilthoven. In deze hoedanigheid stelde hij het Liedboek van de Werkplaats samen, dat vele jaren dienstdeed. Ook componeerde hij een Requiem in memoriam Kees Boeke (1966).
Hij is vooral bekend als componist van kinderliedjes, waarvan de populairste zijn het tweestemmige Winterlied, het eenstemmige wandellied Zingend marcheren wij (1936) en vooral de tweestemmige canon Kom mee naar buiten allemaal! Dan zoeken wij de wielewaal (1927). Deze en dergelijke liedjes verschenen in bundels van de Arbeiders Jeugd Centrale, de Nederlandse Jeugd Gemeenschap en de Bond van Arbeiders-Zangvereenigingen.
Voor de 9de verjaardag van zijn oudste zoon Ton schreef hij in 1942 een bundel met zeven pianostukjes Vogels op de piano (geïnspireerd op gedichten van Guido Gezelle). Zij werden uitgegeven met illustraties van de componist zelf, die ook kunstschilder was.
Hartsuikers canon De wielewaal met de openingsregel Kom mee naar buiten allemaal en het refrein Dudeldjo klinkt zijn lied, dudeldjo en anders niet, is zo bekend geworden dat velen het voor een van oudsher overgeleverd volksliedje houden. Diverse kunstenaars hebben het in hun werk geadapteerd: 
- De orgelcomponiste Margreeth de Jong (1961) baseerde haar Variations on a Dutch children’s song op de melodie van De wielewaal.
- Een lichtelijk baldadig arrangement van De wielewaal als canon maakte André van Duin onder de titel Dudeljoo.
- Wim de Bie paste de tekst enigszins aan voor een protest tegen het verdwijnen van bijzondere vogelsoorten uit Nederland.

## Bladmuziek
- Dudeldjo: Liedjes en Canons van Andries Hartsuiker. Uitg. Nederlandse Jeugd Gemeenschap, Amsterdam, z.j. [ca. 1948]
- Vogels op de piano. 7 kleine Pianostukjes. Nawoord van Ton Hartsuiker. Uitg. Broekmans & Van Poppel, Amsterdam, 2002.

- International Standard Name Identifier: 0000 0003 9521 7618
- Nederlandse Thesaurus van Auteursnamen: 243939140
- Virtual International Authority File: 289910749
- WorldCat: E39PBJyrVphF38YgFG3QqmHwG3